# アイジーティージャパン
アイジーティージャパン株式会社 (IGT Japan) は、日本のパチスロ機メーカー。
アメリカのスロットマシン製造会社・IGT (International Game Technology) の日本法人であるが、日本国内でスロットマシンの製造・販売は行っておらず、商品ラインナップは海外とは大きく異なる。

## 概要
参入当初はアメリカにある本社で開発が行われ、参入第一弾として「ベガスガール」が発売された（販売はパチンコメーカーであるSANKYOが担当）。しかし、基本仕様やゲーム性の部分における完成度が著しく低く、更には体感器による攻略法が発覚したため設置状況が伸び悩んだまま（攻略法を封じるために対策機は投入されたが）販売終了。同時に販社であるSANKYOとの提携も解消した。
前述の通り一作目は単に販売不振のみならず、パチスロに対する認識および開発力の低さを露呈する結果に終わったが、パチスロより撤退したアークテクニコの開発スタッフと製造ラインがIGTに移籍したことで国内開発に移行、1996年にトリコロール96を発売。当時人気ナンバーワンのスロットマシン「Red,white&blue」をモチーフにしたという話題性もあり、前作で得てしまった悪評を払拭するとともに以降の開発体制を確立した。
2004年1月にサミーと業務提携、撤退まで提携関係は続いていた。
2010年2月10日、日本のパチスロ市場から撤退することを発表し、2011年3月末で日本電動式遊技機工業協同組合（日電協）を脱退。ただし既に販売済みのパチスロ機等のアフターサポートは向こう3年間（2013年1月まで）継続していた。
『信長の野望シリーズ』や『三國志シリーズ』といった外部版権は、撤退による廃業でパチスロ化権は自動消滅したものの、パチンコ部門で既に契約していたニューギンがパチスロ部門でも改めて契約する形でパチスロ化権が復活した。

## 主なパチスロ機一覧

### 4号機（主要機種）
- 1993年 - ベガスガール
- 1996年 - トリコロール96
- 1998年 - ポッパーキング、エルビス
- 1999年 - ダイナマイト
- 2000年 - ターミネーター
- 2001年 - タイガーマスク21、スピンラック
- 2002年 - ハーレーダビッドソン、マリリンモンロー、エイリアン
- 2003年 - アダムス・ファミリー、オースティンパワーズ、信長の野望
- 2004年 - ダンスナイト、ザ・ターミネーター
- 2005年 - ウイニングポスト

### 5号機
| 機種名                           | 発売年月   | 備考                                 |
| -------------------------------- | ---------- | ------------------------------------ |
| 信長の野望・天下創世R            | 2006年1月  | 初の5号機                            |
| 逮捕しちゃうぞ                   | 2006年8月  |                                      |
| リンダの狙いうち                 | 2006年12月 |                                      |
| 三國志                           | 2007年5月  |                                      |
| 幻獣覇王                         | 2007年7月  |                                      |
| ハワイっ娘                       | 2007年7月  |                                      |
| 信長の野望・天下創世～第二の刻～ | 2007年8月  |                                      |
| コータローまかりとおる!          | 2007年9月  |                                      |
| ダイナマイトリターンズ           | 2007年12月 |                                      |
| 信長の野望オンライン             | 2008年9月  |                                      |
| エアマスター                     | 2009年2月  | 役物（ボーナス）が存在しない         |
| さすがの猿飛                     | 2009年4月  |                                      |
| シークレット・プリンセス         | 2009年9月  | レッド・エンタテインメントと共同企画 |
| 夢幻の如く                       | 2010年1月  |                                      |